# 灰色9号

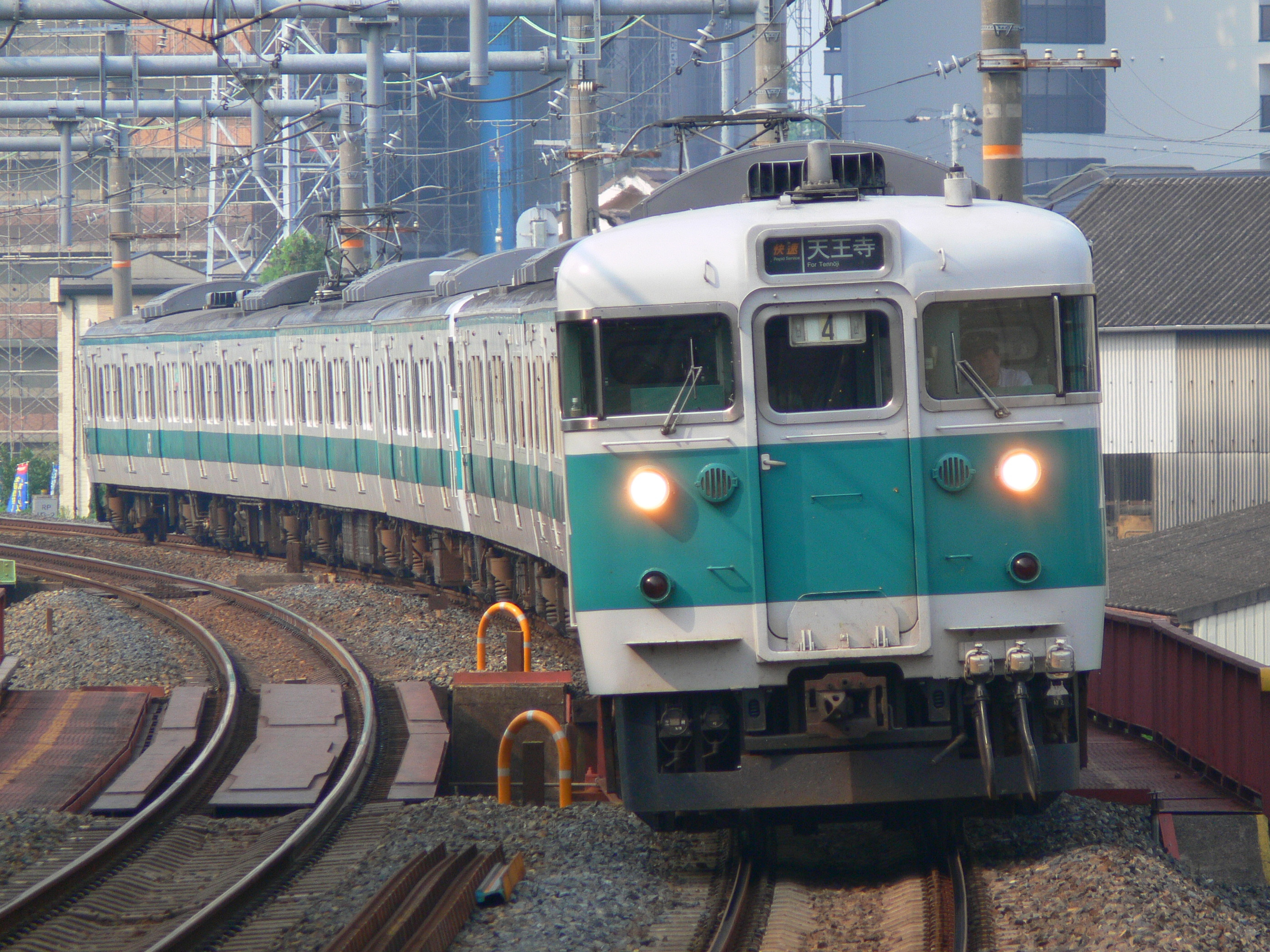
灰色9号を地色とした関西地区の113系

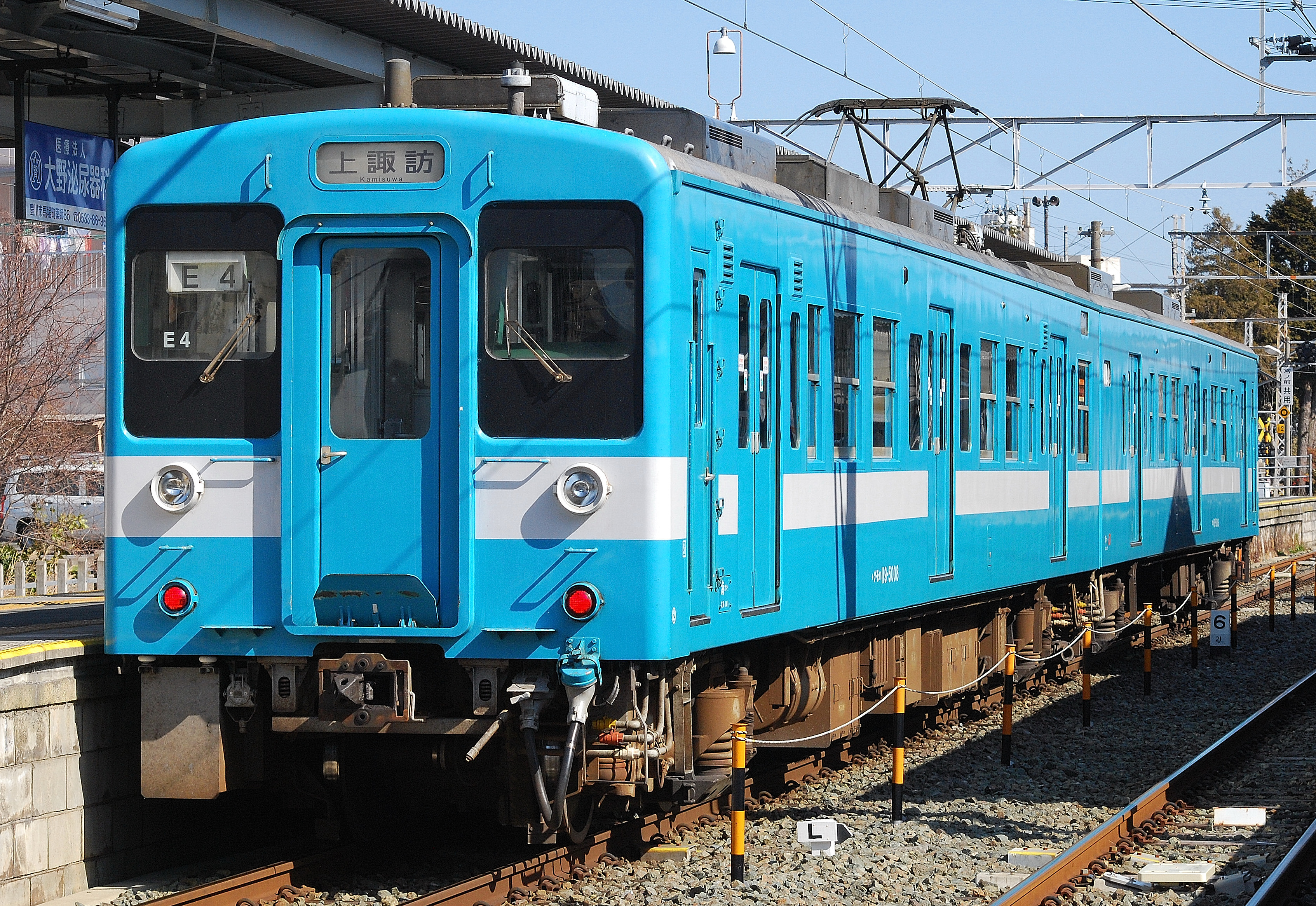
灰色9号を帯色としたJR東海119系復刻塗装車

灰色9号（はいいろ9ごう）は、日本国有鉄道（国鉄）が定めた色名称の1つである。

## 概要
国鉄部内の慣用色名称は「パールホワイト」で、事実「灰色」とは称するものの、かなり白に近い灰色である。
車体外部色としては、1972年の新快速運行開始時に、使用される113系・153系電車の地色として本色が採用されたのが最初である。1973年には現在の大和路快速などに相当する関西本線快速に使用される113系電車の地色としても採用された。これらの車両の一部は、現在でも運用されている。
また、1982年には飯田線用の119系電車の帯色としても採用された。この時には塩化ビニール製のフィルム貼付とされたが、登場当初は窓からフィルムを剥がされることが多かったという。こちらは国鉄分割民営化後、JR東海統一色に変更されたため消滅したが、2009年に2両が登場時の塗装に戻されている。
この他、扇風機などの天井付属部品などでも本色が採用されている。

## 使用車両
- 国鉄113系電車
- 国鉄119系電車
- 国鉄153系電車
- 国鉄165系電車（上記153系の編成に組み込まれたクハ165形）
- 国鉄14系客車…和式客車「みやび」

## 近似色
- 白3号
- クリーム10号